# День украинской государственности
День украинской государственности (укр. День Української Державності) — государственный праздник Украины, который отмечается ежегодно 15 июля, в День Крещения Киевской Руси — Украины. До реформы церковного календаря на Украине в 2023 году праздник отмечался 28 июля.

## История
Праздник установлен Указом Президента Украины Владимира Зеленского 24 августа 2021 года. Был подписан в ходе торжеств тридцатой годовщины независимости Украины.
Во время своей речи на торжественном заседании Верховной Рады Украины Владимир Зеленский также сообщил, что внесёт законопроект, по которому День Украинской Государственности станет выходным днём. Законопроект внесён 25 августа.
31 мая 2022 года Верховная Рада Украины приняла его: за проголосовали 257 народных депутатов. Закон вступил в силу 9 июня 2022 года.
25 июля 2022 года Министерство культуры и информационной политики Украины обнародовало концепцию единой визуальной символики праздника.
После проведения Архиерейского Собора 24 мая 2023 года стало известно, что Православная Церковь Украины будет просить власти перенести День украинской государственности, а также День защитников и защитниц Украины, в связи с календарной реформой, потому что праздник князя Владимира Великого в ПЦУ и УГКЦ с 2024 года будет отмечаться 15 июля. 28 июня 2023 года Президент Украины Владимир Зеленский внёс в Верховную Раду проект закона, который переносит День украинской государственности с 28 июля на 15 июля. 14 июля 2023 года Верховная Рада приняла закон о переносе праздника на 15 июля. Так как изменения вступили в силу 29 июля 2023 года, первое празднование по новой дате состоялось в 2024 году.